# NGC 5888
NGC 5888 est une vaste galaxie spirale barrée relativement éloignée et située dans la constellation du  Bouvier. Sa vitesse par rapport au fond diffus cosmologique est de 8 816 ± 8 km/s, ce qui correspond à une distance de Hubble de 130,0 ± 9,1 Mpc (∼424 millions d'al). NGC 5888 a été découverte par l'astronome germano-britannique William Herschel en 1787.
La classe de luminosité de NGC 5888 est II-III. Selon la base de données Simbad, NGC 5888 est une galaxie LINER, c'est-à-dire une galaxie dont le noyau présente un spectre d'émission caractérisé par de larges raies d'atomes faiblement ionisés.

## Supernova
Deux supernovas ont été découvertes dans NGC 5888 : SN 2007Q et SN 2010fv.

### SN 2007Q
Cette supernova a été découverte le 3 janvier 2007 par l'astronome amateur américain Tim Puckett et l'astronome amateur canadien Jack Newton. Cette supernova était de type II. 

### SN 2010fv
Cette supernova a été découverte le 1er juillet 2010 par A. Narla, I. Nayak, S. B. Cenko, W. Li et A. V.
Filippenko dans le cadre du programme conjoint LOSS/KAIT (Lick Observatory Supernova Search de l'observatoire Lick et The Katzman Automatic Imaging Telescope de l'université de Californie à Berkeley. Cette supernova était de type II.